# Střítež, Český Krumlov
Střítež là một làng thuộc huyện Český Krumlov, vùng Jihočeský, Cộng hòa Séc.